# مری کافلن (خواننده)
مری کافلن (به انگلیسی: Mary Coughlan) (زاده ۵ مه ۱۹۵۶) خواننده و بازیگر ایرلندی است.
از فعالیت‌های او می‌توان به بازی در فیلم ارواح والا اشاره کرد.